# KeyMe
KeyMe Locksmiths是一家總部位於美國纽约的鑰匙技术公司，该公司由格雷格·马什（Greg Marsh）于2012年创立，據稱他早年更换家中的锁具時發現非常麻煩，於是就有了創業的念頭。  該公司的產品有钥匙复制自助機以及相關的应用程序。 
用户可以通過KeyMe的移动应用程序扫描他们的鑰匙，然后将扫描结果存储在云中並将该数据发送到KeyMe的鑰匙自助機上，然後自助機就可以幫用戶配一把新鑰匙。用戶也可以直接將鑰匙插到自助機上，讓自助機直接掃描。不過也有人擔心有人會用KeyMe应用程序隨意掃描其他人的鑰匙。